# Mrzlica
Mŕzlica je v medicini tresenje z nehotnimi mišičnimi kontrakcijami z občutkom mraza pred naglim zvišanjem telesne temperature. Lahko pa se mrzlica pojavi tudi zaradi izpostavljenosti mrazu. Je posledica hitrih zaporednih mišičnih kontrakcij in relaksacij, s čimer telo ustvarja toploto.
Mrzlico lahko povzročijo številni sorazmerno nenevarni vzroki, na primer prehlad, ali pa tudi resnejše bolezni, kot so gripa, malarija ali meningitis. Stanje, ki povzroča mrzlico, je lahko tudi življenjsko ogrožajoče (na primer huda okužba ali hipotermija). Mrzlica se pogosteje pojavlja pri otrocih, saj pri njih pride v primerjavi z odraslimi že pri blažjih okužbah do povišane telesne temperature.